# Intergalactic: The Heretic Prophet
Intergalactic: The Heretic Prophet — майбутня пригодницька гра, що розробляється студією Naughty Dog та буде видана Sony Interactive Entertainment для консолі PlayStation 5. Події гри розгортаються через тисячі років у майбутньому за участю мисливиці за головами Джордан А. Мун (Таті Ґабріель), яка застрягла на віддаленій планеті в пошуках злочинного синдикату.
Розроблення розпочалося у 2020 році після виходу попередньої гри Naughty Dog, The Last of Us Part II, під керівництвом креативного директора Ніла Дракманна, ігрових режисерів Метью Ґалланта та Курта Марґенау, а також сценаристки Клер Карре. Музику до гри пишуть Трент Резнор та Аттікус Росс.

## Зав'язка
Intergalactic: The Heretic Prophet є пригодницькою грою, події якої розгортаються приблизно через дві тисячі років у майбутньому, в альтернативному всесвіті, де вже до 1986 року існували просунуті космічні подорожі. Ветеранка-мисливиця за головами Джордан А. Мун застрягає на віддаленій планеті Семпірія, вистежуючи легендарний злочинний синдикат «П'ять тузів». Понад 600 років Семпірія була відрізана від зовнішнього світу, й ніхто не міг її покинути. У спробі врятуватися Джордан знаходить інформацію про історію планети та її мешканців, а також бореться з ворожими роботами, що озброєні лезами.

## Розроблення
Naughty Dog почала розроблення Intergalactic: The Heretic Prophet для PlayStation 5 після виходу The Last of Us Part II у 2020 році; у створенні гри було залучено понад 250 співробітників. Ніл Дракманн керує процесом як креативний директор і сценарист, разом з іншими режисерами, Метью Ґаллантом і Куртом Марґенау, а також сценаристкою Клер Карре. Дракманн розкрив, що працює над новою грою на Summer Game Fest у червні 2022 року. Рішення про припинення розроблення The Last of Us Online у 2023 році було прийнято частково для того, щоб не відбирати ресурси в Intergalactic.
Intergalactic покладе початок новій франшизі Naughty Dog, яка стане першим оригінальним проєктом із часів The Last of Us (2013). За словами Дракманна, історія досліджує тему того, «що трапляється, коли люди починають довіряти різним інституціям». У центрі сюжету — вигадана релігія, а також елементи наукової фантастики, натхненні аніме Akira (1988) та Cowboy Bebop (1998). Застосовуючи методи, засвоєні при створенні Uncharted і The Last of Us, розробники прагнули скористатися ігровим дійством і жанром, щоб «заховати» особисту, філософську оповідь без обмежень приземленої реальності. Вони створили тисячолітню історію для релігії Семпірії. Творці хотіли, щоб гравець почувався загубленим і самотнім, що частково досягається відсутністю некерованих гравцем союзників, як в інших іграх Naughty Dog.
Джордан грає Таті Ґабріель. Під час кастингу Дракманн зауважив її видатність, порівнявши прослуховування з прослуховуванням Ешлі Джонсон на роль Еллі в The Last of Us. Ґабріель знялася у фільмі Uncharted: Незвідане (2022) та другому сезоні Останніх із нас (2025), які є адаптаціями франшиз Naughty Dog. Як духовна людина, вона зацікавилася Intergalactic через її акцент на вірі. Галлі Ґросс грає Ей-Джей, агентку Джордан. Серед членів «П'яти тузів» — Колін Ґрейвс (у виконанні Кумейла Нанджіані) та інші неназвані члени, яких грають Тоні Далтон, Ешлі Скотт і Стівен А. Чен. Далтон був вибраний після того, як з'явився в епізоді Останніх із нас, режисером якого був Дракманн, який одразу ж запропонував йому роль, тоді як Скотт грала Марію в The Last of Us і The Last of Us Part II, а Чен зіграв Джессі в останній частині. Трой Бейкер отримав роль, яка поки що не розголошується. Музику пишуть Трент Резнор та Аттікус Росс.

## Просування
Sony Interactive Entertainment зареєструвала торгову марку Intergalactic: The Heretic Prophet у лютому 2024 року. Naughty Dog представила гру на церемонії Game Awards 12 грудня 2024 року разом із першим трейлером. У трейлері Джордан дивиться аніме, слухає музику 1980-х на CD-програвачі Sony, керує космічним кораблем Porsche і взута в кросівки Adidas. Дракманн довго шукав відповідну пісню 1980-х років про віру, щоб використати її в трейлері, і врешті-решт зупинився на пісні It's a Sin гурту Pet Shop Boys. У березні 2025 Дракманн сказав, що попереду команди ще довгий шлях розробки. Куртка Джордан була додана як скін для Еллі в The Last of Us Part II Remastered 3 квітня 2025 року.